# Naismith Prep Player of the Year
Le prix Naismith Prep Player of the Year, nommé d'après l'inventeur du basket-ball James Naismith, est remis annuellement par l'Atlanta Tipoff Club au meilleur joueur et à la meilleure joueuse de lycée, depuis 1987.

## Codes du tableau
| *                  | Joueurs introduits au Basketball Hall of Fame† |
| Joueur/joueuse (X) | Nombre de fois où le lauréat a reçu le prix    |

## Récipiendaires

### Masculins
| Année | Joueur               | Lycée                               | Ville de naissance | État                | Université choisie |
| ----- | -------------------- | ----------------------------------- | ------------------ | ------------------- | ------------------ |
| 1987  | Dennis Scott         | Flint Hill Prep                     | Hagerstown         | Maryland            | Georgia Tech       |
| 1988  | Alonzo Mourning*     | Indian River High School            | Chesapeake         | Virginie            | Georgetown         |
| 1989  | Kenny Anderson (en)  | Archbishop Molloy High School       | Jamaica            | New York            | Georgia Tech       |
| 1990  | Damon Bailey         | Bedford North Lawrence High School  | Bedford            | Indiana             | Indiana            |
| 1991  | Chris Webber*        | Detroit Country Day School          | Beverly Hills      | Michigan            | Michigan           |
| 1992  | Jason Kidd*          | St. Joseph Notre Dame High School   | Oakland            | Californie          | California         |
| 1993  | Randy Livingston     | Isidore Newman School               | New Orleans        | Louisiane           | LSU                |
| 1994  | Jerod Ward (en)      | Clinton High School                 | Clinton            | Mississippi         | Michigan           |
| 1995  | Ron Mercer           | Oak Hill Academy                    | Nashville          | Tennessee           | Kentucky           |
| 1996  | Kobe Bryant*         | Lower Merion High School            | Ardmore            | Pennsylvanie        | aucune             |
| 1997  | Shane Battier        | Detroit Country Day School          | Beverly Hills      | Michigan            | Duke               |
| 1998  | Al Harrington        | St. Patrick High School             | Elizabeth          | New Jersey          | aucune             |
| 1999  | Donnell Harvey       | Randolph-Clay High School           | Cuthbert           | Georgia             | Florida            |
| 2000  | Gerald Wallace       | Childersburg High School            | Childersburg       | Alabama             | Alabama            |
| 2001  | Dajuan Wagner        | Camden High School                  | Camden             | New Jersey          | Memphis            |
| 2002  | Raymond Felton       | Latta High School                   | Latta              | Caroline du Sud     | Caroline du Nord   |
| 2003  | LeBron James         | St. Vincent - St. Mary High School  | Akron              | Ohio                | aucune             |
| 2004  | Dwight Howard        | Southwest Atlanta Christian Academy | Atlanta            | Géorgie             | aucune             |
| 2005  | Louis Williams       | South Gwinnett High School          | Snellville         | Géorgie             | aucune             |
| 2006  | Greg Oden            | Lawrence North High School          | Indianapolis       | Indiana             | Ohio State         |
| 2007  | Kevin Love           | Lake Oswego High School             | Lake Oswego        | Oregon              | UCLA               |
| 2008  | Brandon Jennings     | Oak Hill Academy                    | Compton            | Californie          | aucune             |
| 2009  | Derrick Favors       | South Atlanta High School           | Atlanta            | Géorgie             | Georgia Tech       |
| 2010  | Jared Sullinger      | Northland High School               | Columbus           | Ohio                | Ohio State         |
| 2011  | Austin Rivers        | Winter Park High School             | Winter Park        | Floride             | Duke               |
| 2012  | Shabazz Muhammad     | Bishop Gorman High School           | Summerlin          | Nevada              | UCLA               |
| 2013  | Andrew Wiggins       | Huntington Prep School              | Thornhill          | Ontario, Canada     | Kansas             |
| 2014  | Cliff Alexander      | Curie High School                   | Chicago            | Illinois            | Kansas             |
| 2015  | Ben Simmons          | Montverde Academy                   | Melbourne          | Victoria, Australie | LSU                |
| 2016  | Lonzo Ball           | Chino Hills High School             | Chino Hills        | Californie          | UCLA               |
| 2017  | Michael Porter Jr.   | Nathan Hale High School             | Columbia           | Missouri            | Missouri           |
| 2018  | R. J. Barrett        | Monteverde Academy                  | Mississauga        | Ontario             | Duke               |
| 2019  | Isaiah Stewart       | La Lumiere School                   | Rochester          | New York            | Washington         |
| 2020  | Cade Cunningham      | Monteverde Academy                  | Arlington          | Texas               | Oklahoma State     |
| 2021  | Chet Holmgren        | Minnehaha Academy                   | Minneapolis        | Minnesota           | Gonzaga            |
| 2022  | Dariq Whitehead      | Montverde Academy                   | Newark             | New Jersey          | Duke               |
| 2023  | Isaiah Collier       | Wheeler High School                 | Marietta           | Georgia             | USC                |
| 2024  | Cooper Flagg         | Montverde Academy                   | Newport            | Maine               | Duke               |
| 2025  | Darryn Peterson (en) | Prolific Prep                       | Canton             | Ohio                | Kansas             |

1. ↑  Porter a passé sa dernière année de lycée à Seattle, Washington. Il a quitté sa ville natale de Columbia, dans le Missouri, lorsque son père a été nommé entraîneur adjoint de basketball masculin à l'Université de Washington.

### Féminines
| Année | Joueuse                | Lycée                                  | Ville de naissance | État             | Université choisie        |
| ----- | ---------------------- | -------------------------------------- | ------------------ | ---------------- | ------------------------- |
| 1987  | Lynne Lorenzen (en)    | Ventura High School                    | Ventura            | Iowa             | Iowa State                |
| 1988  | Vicki Hall (en)        | Brebeuf Jesuit Preparatory School      | Indianapolis       | Indiana          | Texas                     |
| 1989  | Lisa Harrison          | Southern High School                   | Louisville         | Kentucky         | Tennessee                 |
| 1990  | Lisa Leslie*           | Morningside High School                | Inglewood          | Californie       | Southern Cal              |
| 1991  | Michelle Marciniak     | Central Catholic High School           | Allentown          | Pennsylvanie     | Notre Dame/ Tennessee     |
| 1992  | Yolanda Watkins (en)   | Decatur High School                    | Decatur            | Alabama          | Alabama                   |
| 1993  | La'Keshia Frett (en)   | Phoebus High School                    | Hampton            | Virginia         | Georgia                   |
| 1994  | Tiffany Gooden (en)    | Snider High School                     | Fort Wayne         | Indiana          | Iowa                      |
| 1995  | Chamique Holdsclaw     | Christ the King High School            | Queens             | New York         | Tennessee                 |
| 1996  | Kiesha Brown           | Woodward Academy                       | Atlanta            | Géorgie          | Georgia                   |
| 1997  | Tamika Catchings*      | Duncanville High School                | Duncanville        | Texas            | Tennessee                 |
| 1998  | Tamika Williams        | Chaminade-Julienne High School         | Dayton             | Ohio             | Connecticut               |
| 1999  | Kara Lawson            | West Springfield High School           | Springfield        | Virginie         | Tennessee                 |
| 2000  | Diana Taurasi          | Don Lugo High School                   | Chino              | Californie       | Connecticut               |
| 2001  | Shyra Ely              | Ben Davis High School                  | Indianapolis       | Indiana          | Tennessee                 |
| 2002  | Ann Strother (en)      | Highlands Ranch High School            | Highlands Ranch    | Colorado         | Connecticut               |
| 2003  | Candace Parker         | Naperville Central High School         | Naperville         | Illinois         | Tennessee                 |
| 2004  | Candace Parker (2)     | Naperville Central High School         | Naperville         | Illinois         | Tennessee                 |
| 2005  | Courtney Paris         | Millennium High School                 | Piedmont           | Californie       | Oklahoma                  |
| 2006  | Maya Moore             | Collins Hill High School               | Suwanee            | Géorgie          | Connecticut               |
| 2007  | Maya Moore (2)         | Collins Hill High School               | Suwanee            | Géorgie          | Connecticut               |
| 2008  | Elena Delle Donne      | Ursuline Academy                       | Wilmington         | Delaware         | Delaware                  |
| 2009  | Skylar Diggins         | Washington High School                 | South Bend         | Indiana          | Notre Dame                |
| 2010  | Chiney Ogwumike        | Cy-Fair High School                    | Cypress            | Texas            | Stanford                  |
| 2011  | Kaleena Mosqueda-Lewis | Mater Dei High School                  | Santa Ana          | Californie       | Connecticut               |
| 2012  | Breanna Stewart        | Cicero-North Syracuse High School      | Syracuse           | New York         | Connecticut               |
| 2013  | Diamond DeShields      | Norcross High School                   | Norcross           | Géorgie          | North Carolina/ Tennessee |
| 2014  | A'ja Wilson            | Heathwood Hall Episcopal School        | Hopkins            | Caroline du Sud  | South Carolina            |
| 2015  | Katie Lou Samuelson    | Mater Dei High School                  | Santa Ana          | Californie       | Connecticut               |
| 2016  | Jackie Young           | Princeton Community High School        | Princeton          | Indiana          | Notre Dame                |
| 2017  | Megan Walker           | Monacan High School                    | Richmond           | Virginie         | Connecticut               |
| 2018  | Christyn Williams (en) | Central Arkansas Christian High School | Little Rock        | Arkansas         | Connecticut               |
| 2019  | Haley Jones            | Archbishop Mitty High School           | Santa Cruz         | Californie       | Stanford                  |
| 2020  | Paige Bueckers         | Hopkins High School                    | Minnetonka         | Minnesota        | Connecticut               |
| 2021  | Raven Johnson (en)     | Westlake High School                   | Atlanta            | Géorgie          | South Carolina            |
| 2022  | Kiki Rice (en)         | Sidwell Friends School                 | Bethesda           | Washington       | UCLA                      |
| 2023  | JuJu Watkins (en)      | Sierra Canyon School                   | Los Angeles        | Californie       | USC                       |
| 2024  | Sarah Strong (en)      | Grace Christian School                 | Fuquay-Varina      | Caroline du Nord | Connecticut               |
| 2025  | Aaliyah Chavez (en)    | Monterey High School                   | Lubbock            | Texas            |                           |